# Koivusaari, Salo
Koivusaari är en ö i Finland. Den ligger i sjön Enäjärvi och i kommunen Salo i den ekonomiska regionen  Salo och landskapet Egentliga Finland, i den södra delen av landet, 70 km väster om huvudstaden Helsingfors. Öns area är 2,7 hektar och dess största längd är 280 meter i nord-sydlig riktning.